# Dzięki Bogu już weekend
Dzięki Bogu już weekend – cykliczny program rozrywkowy emitowany w piątkowe wieczory na antenie TVP2.
Premiera pierwszej serii miała miejsce 1 marca 2013 roku, seria druga emitowana była od 6 września 2013, zaś seria trzecia od 7 marca 2014 i czwarta od 4 marca do 27 maja 2016 roku.

## Spis serii
| Seria | Odcinki    | Pierwszy odcinek | Ostatni odcinek   | Sezon       | Emisja       |
| ----- | ---------- | ---------------- | ----------------- | ----------- | ------------ |
| 1.    | 1–12 (12)  | 1 marca 2013     | 17 maja 2013      | wiosna 2013 | piątek 21.45 |
| 2.    | 13–24 (12) | 6 września 2013  | 29 listopada 2013 | jesień 2013 | piątek 21.45 |
| 3.    | 25–34 (10) | 7 marca 2014     | 23 maja 2014      | wiosna 2014 | piątek 21.45 |
| 4.    | 35–46 (12) | 4 marca 2016     | 27 maja 2016      | wiosna 2016 | piątek 22.20 |

## Formuła programu

### Część główna
Program składa się ze skeczy, piosenek i improwizacji wykonywanych przez najpopularniejsze polskie grupy kabaretowe, a także zaproszonych gości, głównie aktorów i muzyków. Audycja posiada kilka cech wyraźnie odróżniających ją od innych widowisk o podobnej formule:
- Kabarety wymieniają się z odcinka na odcinek rolą gospodarzy programu. Obejmuje ona m.in. stworzenie scenariusza odcinka oraz prowadzenie konferansjerki, co powoduje, iż różnorodność odcinków ukazuje odmienne style polskich kabaretów.
- Każdy odcinek posiada inny temat przewodni, do którego dostosowana jest m.in. scenografia oraz konferansjerka, którą aktorzy często prowadzą wcielając się w związane z tematem postaci. Do tematu przewodniego nawiązuje również, w różnym stopniu, treść większości występów.
- Gospodarze odcinka wspólnie z publicznością wymyślają temat skeczu, często bardzo absurdalny, który gospodarze kolejnego odcinka zobowiązani są zrealizować podczas jego trwania.

### Tylko dla dorosłych
Autonomiczną część programu stanowi sekcja Tylko dla dorosłych. Wraz z p. Jest ona emitowana po zakończeniu części głównej i bloku reklamowym, zawsze po godz. 23:00 i z klasyfikacją wiekową „od lat 16”, gdy tymczasem część główna klasyfikowana jest „od lat 12”. Zastosowanie tych obostrzeń powoduje, iż – zgodnie z nazwą – możliwe jest prezentowanie treści nieco bardziej wulgarnych, odnoszących się do sfery seksu czy też w inny sposób kontrowersyjnych. Występy w tej sekcji mają formę stand-upu. Prowadzącym jest Kacper Ruciński.

## Produkcja
Audycja była produkcją własną Telewizji Polskiej, przy czym – co dość nietypowe dla programów TVP tworzonych w takim wariancie produkcyjnym – odcinki nie były realizowane w żadnym z ośrodków tego nadawcy, lecz w studiu wynajmowanym od ATM Grupy, zlokalizowanym w warszawskim kompleksie tej firmy przy ul. Wał Miedzeszyński. Program realizowany był na żywo (trzy pierwsze serie), następnie w formie nagranych odcinków (czwarta seria), z udziałem publiczności liczącej ok. 200 osób. Większość biletów na widownię dostępna była w publicznej sprzedaży. Przez pierwsze trzy sezony część główna kręcona była na planie ze scenografią odwołującą się do tematu przewodniego odcinka, z kolei na czas Tylko dla dorosłych scena zasłaniana jest kurtyną, na tle której występują satyrycy.

## Lista odcinków

### Sezon 1 (wiosna 2013)
| Numer odcinka | Gospodarz                                             | Wystąpili |
| ------------- | ----------------------------------------------------- | --- |
| 1             | Robert Górski                                         | Andrzej Grabowski, Kabaret Jurki, Łowcy.B, Kabaret Stado Umtata, Rafał Rutkowski, Teatr Montownia, Kabaret Limo |
| 2             | Kabaret Limo                                          | Tomasz Jachimek, Kabaret Neo-Nówka, Kabaret K2, Kabaret Czesuaf, Kacper Ruciński, Ja Mmm Chyba z Ściebie        |
| 3             | Neo-Nówka                                             | Piotr Cyrwus, Gang Marcela, Alicja Janosz, Damian Ukeje, Rogożanie, zespół Żarówki                              |
| 4             | Kabaret Młodych Panów Kabaret Smile                   | Katarzyna Pakosińska, Jerzy Kryszak, Grubson                                                                    |
| 5             | Kabaret Nowaki Formacja Chatelet                      | Kabaret Skeczów Męczących, Grzegorz Turnau, Czesław Mozil, Michał Zabłocki, Mariusz Pudzianowski                |
| 6             | Artur Andrus Andrzej Poniedzielski                    | Grupa MoCarta, Kabaret Adin, Marcin Łukawski                                                                    |
| 7             | Kabaret Limo                                          | Tomasz Jachimek, Kabaret Jurki, Kabaret Czesuaf, Kabaret K2, grupa improwizacyjna W Gorącej Wodzie Kompani      |
| 8             | Kabaret Smile Kabaret Młodych Panów                   | Łowcy.B, Katarzyna Piasecka, Robert Kasprzycki                                                                  |
| 9             | Kabaret pod Wyrwigroszem                              | Kabaret Koń Polski, Kabaret Rak, Kabaret Klika, Poparzeni Kawą Trzy                                             |
| 10            | Kabaret Limo                                          | Tomasz Jachimek, Rafał Rutkowski, Kabaret Jurki, Karol Kopiec, Kabaret K2, Kabaret Czesuaf                      |
| 11            | Andrzej Poniedzielski Artur Andrus                    | Grupa MoCarta, Kabaret Adin, Jim Williams, Dorota Nowakowska                                                    |
| 12            | Kabaret Młodych Panów Kabaret Smile Formacja Chatelet | Robert Górski, Kabaret Limo, Kabaret Stado Umtata                                                               |

### Sezon 2 (jesień 2013)
| Numer odcinka | Gospodarz                   | Wystąpili |
| ------------- | --------------------------- | --- |
| 13            | Kabaret Moralnego Niepokoju | Kabaret Koń Polski, Kabaret Stado Umtata, Kabaret PUK, Katarzyna Zielińska, Grzegorz Małecki                                              |
| 14            | Kabaret Limo                | Tomasz Jachimek, Kabaret Jurki, Kabaret Czesuaf, Kabaret K2, Kabaret Świerszczychrząszcz                                                  |
| 15            | Kabaret Nowaki              | Formacja Chatelet, Kabaret Skeczów Męczących, Grzegorz Halama, Jarosław Jaros                                                             |
| 16            | Łowcy.B                     | Kabaret Młodych Panów, Kabaret Noł Nejm, Michał Kempa, Ścibor Szpak                                                                       |
| 17            | Kabaret Limo                | Katarzyna Piasecka, Wojciech Kamiński, Przemysław Żejmo, Wojciech Kowalczyk, Tomasz Nowaczyk, Kacper Ruciński                             |
| 18            | Formacja Chatelet           | Kabaret Nowaki, Kabaret Skeczów Męczących, Andrzej Grabowski, Aleksandra Szwed, Robert Biedroń, Mateusz Big Boy                           |
| 19            | Kabaret Hrabi               | Władysław Sikora, Artur Andrus |
| 20            | Kabaret Skeczów Męczących   | Kabaret Nowaki, Kabaret Z Konopi, Łowcy.B, Kabaret Weźrzesz, Krzysztof Piasecki, Norbi, Czesław Jakubiec, Robert Burneika, Natalia Siwiec |
| 21            | Kabaret Młodych Panów       | Kabaret Ani Mru-Mru, Marcin Wojciech, Michał Piela                                                                                        |
| 22            | Grupa MoCarta               | Kabaret Jurki, Artur Andrus, Zbigniew Zamachowski, Włodzimierz Korcz, Arkadiusz Janiczek, Kabaret Inaczej                                 |
| 23            | Kabaret Smile               | Łowcy.B, Kabaret Słuchajcie, Tomasz Majewski Tomasz Knapik                                                                                |
| 24            | Kabaret Moralnego Niepokoju | Kabaret Ciach, Mariusz Kałamaga, Łukasz Nowicki, Janusz Weiss, Sekcja Muzyczna Kołłątajowskiej Kuźni Prawdziwych Mężczyzn z Olą           |

Dodatkowo w czasie Bożego Narodzenia roku 2013 wyemitowano odcinek specjalny Dzięki Bogu już Święta, który jednak nie był nadawany na żywo, lecz nagrany wcześniej.

### Sezon 3 (wiosna 2014)
| Numer odcinka | Gospodarz                           | Wystąpili |
| ------------- | ----------------------------------- | --- |
| 25            | Kabaret Smile                       | Kabaret Młodych Panów, Łowcy.B, zespół Piersi, Słoiczek po cukrze                                                                                                  |
| 26            | Kabaret Moralnego Niepokoju         | Artur Andrus, Kabaret Inaczej, Łowcy.B, Kabaret Słuchajcie |
| 27            | Kabaret pod Wyrwigroszem            | Kabaret Czesuaf, Krzysztof Daukszewicz, Marta Bizoń, Maciej Pol |
| 28            | Łowcy.B                             | Kabaret Jurki, Michał Kempa, Kabaret Dno |
| 29            | Kabaret Młodych Panów               | Kabaret Smile, 44 200 (laureat festiwalu PAKA), Kabaret Ciach |
| 30            | Artur Andrus, Andrzej Poniedzielski | Barbara Krafftówna, Kabaret K2 |
| 31            | Mariusz Kałamaga                    | Kabaret Limo, Grupa Rafała Kmity, kabaret wyciepy, czyli: Adam Grzanka, Tomek Sobieraj i Marek Grabie, zespół Łąki Łan, Kabaret Czesuaf, Świerszczychrząszcz, ZGAS |
| 32            | Kabaret Jurki                       | Kabaret Limo, Ireneusz Krosny, Kabaret Słuchajcie, Małgosia Czyżycka z kabaretu Ciach, Karolina Czarnecka                                                          |
| 33            | Kabaret Ani Mru-Mru                 | kabaret 7 minut po, Kabaret Smile |
| 34            | Formacja Chatelet                   | Marcin Daniec, Kabaret K2, Kacper Ruciński, Katarzyna Pakosińska, zespół Leszcze                                                                                   |

### Sezon 4 (wiosna 2016)
| Numer odcinka | Gospodarz                            | Wystąpili |
| ------------- | ------------------------------------ | --- |
| 35            | Kabaret Moralnego Niepokoju          | Kabaret Jurki, Kabaret Smile, Kabaret Chyba, Łowcy.B, Ania Rusowicz, zespół Fair Play Crew                                                              |
| 36            | Kabaret Młodych Panów                | Łowcy.B, Kabaret Rewers, Czesław Mozil, Fair Play Crew                                                                                                  |
| 37            | Kabaret Na Koniec Świata             | Robert Górski, Mikołaj Cieślak, Fair Play Crew, Andrzej Poniedzielski                                                                                   |
| 38            | Andrzej Poniedzielski, Grupa MoCarta | Kabaret Hrabi, Ireneusz Krosny, Fair Play Crew, Barbara Melzer, Chór Alla Camera                                                                        |
| 39            | Formacja Chatelet                    | Kabaret Zachodni, Kabaret 44-200, Fair Play Crew, Jacek Wójcicki, Michał Zabłocki                                                                       |
| 40            | Łowcy.B                              | Kabaret Czesuaf, Fair Play Crew, Adam Asanov, Kabaret Młodych Panów                                                                                     |
| 41            | Kabaret Nowaki                       | Kabaret K2, Kabaret Zachodni, Fair Play Crew, Krzysztof Jaroszyński, Enej                                                                               |
| 42            | Fair Play Crew, Grzegorz Dolniak     | Ewa Błachnio, Kabaret 44-200, Kabaret Chyba, Robert Górski, Mikołaj Cieślak, Antoni Gorgoń-Grucha, Maciej Stuhr, Joanna Kołaczkowska, Leszek Malinowski |
| 43            | Kabaret Czesuaf                      | Kabaret K2, Kabaret Czołówka Piekła, Fair Play Crew, Dr Misio, Grzegorz Dolniak, Paweł Koślik                                                           |
| 44            | Grzegorz Halama                      | Marek Grabie, Kabaret Na Koniec Świata, Kabaret Rewers, Kabaret Inaczej, Fair Play Crew, Tymon Tymański                                                 |
| 45            | Kabaret Jurki, Artur Andrus          | Łowcy.B, Kabaret Zachodni, Kabaret Ciach, Fair Play Crew, Zespół Cukierki, Łukasz Borowiecki, Wojtek Stec                                               |
| 46            | Kabaret pod Wyrwigroszem             | Krzysztof Piasecki, Szymon Łątkowski, Kabaret Weźrzesz, Fair Play Crew, Tomasz Olbratowski, Marta Podulka                                               |

## Kara KRRiT
W marcu 2013 roku Krajowa Rada Radiofonii i Telewizji nałożyła karę finansową na Telewizję Polską w wysokości 5000 zł za przekroczenie granicy swobody wypowiedzi. Kara dotyczyła występu kabaretu Limo wyemitowanym 8 marca w programie „Tylko dla dorosłych”, który w swoim skeczu żartując z papieża miał urazić uczucia religijne widzów.